# Florian Klöckner

Florian Klöckner

Florian Klöckner (* 4. Oktober 1868 in Koblenz; † 10. Mai 1947 in Dortmund) war ein deutscher Industrie-Manager und Politiker.

## Leben
Florian Klöckner war der Sohn des Koblenzer Schiffbaumeisters und Werftbesitzers Peter Klöckner (1834–1904) und seiner Ehefrau Anna Maria, geborene Wenner (1837–1915).

### Schule und Ausbildung
Nach Abschluss am Koblenzer Realgymnasium und der Lehre von 1885 bis 1890 bei einer Koblenzer Bank arbeitete er ab 1891 in Duisburg für den Eisen- und Erzhandelkonzern Carl Spaeter. Dort war bereits sein Bruder Peter Klöckner tätig, der 1906 die Handelsgesellschaft Klöckner & Co. gründete, an der Florian Klöckner bis Dezember 1917 Teilhaber war.

### Heirat und Kriegsdienst
1907 heiratete er die Arzttochter Meta Gerthmann aus Duisburg. Im Ersten Weltkrieg war er Kompanieführer und wurde als Hauptmann der Reserve verwundet. Er arbeitete danach in der Rohstoffabteilung des Kriegsministeriums.

### Als Politiker und Abgeordneter im Reichstag

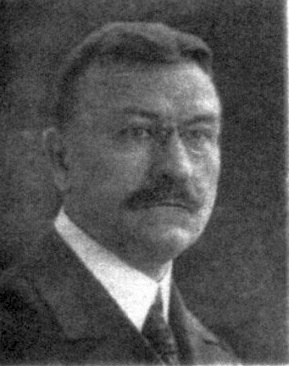
Florian Klöckner 1920 als Abgeordneter im Reichstag zu Berlin

Von 1920 bis 1933 saß Florian Klöckner für die Deutsche Zentrumspartei, deren stellvertretender Vorsitzender er seit 1920 war, als Abgeordneter im Reichstag, wo er dem Haushaltsausschuss angehörte.
Außerdem saß er von 1920 bis 1933 im Verwaltungsrat der Deutschen Reichspost. Nebenbei hatte Florian Klöckner Aufsichtsratsmandate in verschiedenen Unternehmen seines Bruders und war einer der Hauptaktionäre der Tageszeitung Germania, die in der Endphase der Weimarer Republik die Politik von Reichskanzler Heinrich Brüning und seinem Nachfolger Franz von Papen unterstützte, welcher mit 47 % der Anteile dieser Zeitung ihr Großaktionär war.

### Aktivität in der Wirtschaft
Weiterhin war er Aufsichtsratsmitglied der Geisweider Eisenwerke AG, der Maschinenbauanstalt Humboldt AG in Köln-Kalk, der Motorenfabrik Deutz AG in Köln-Deutz, der Rheinische Chamotte- und Dinas-Werke AG in Mehlem, der Commerz- und Privatbank AG in Berlin bzw. Hamburg, der Grundcreditbank AG in Duisburg, der Vereinigte Industrieunternehmungen AG in Berlin und der Vereinigte Aluminium-Werke AG in Lautawerk.

### Klöckner AG und Klöckner-Humboldt-Deutz AG

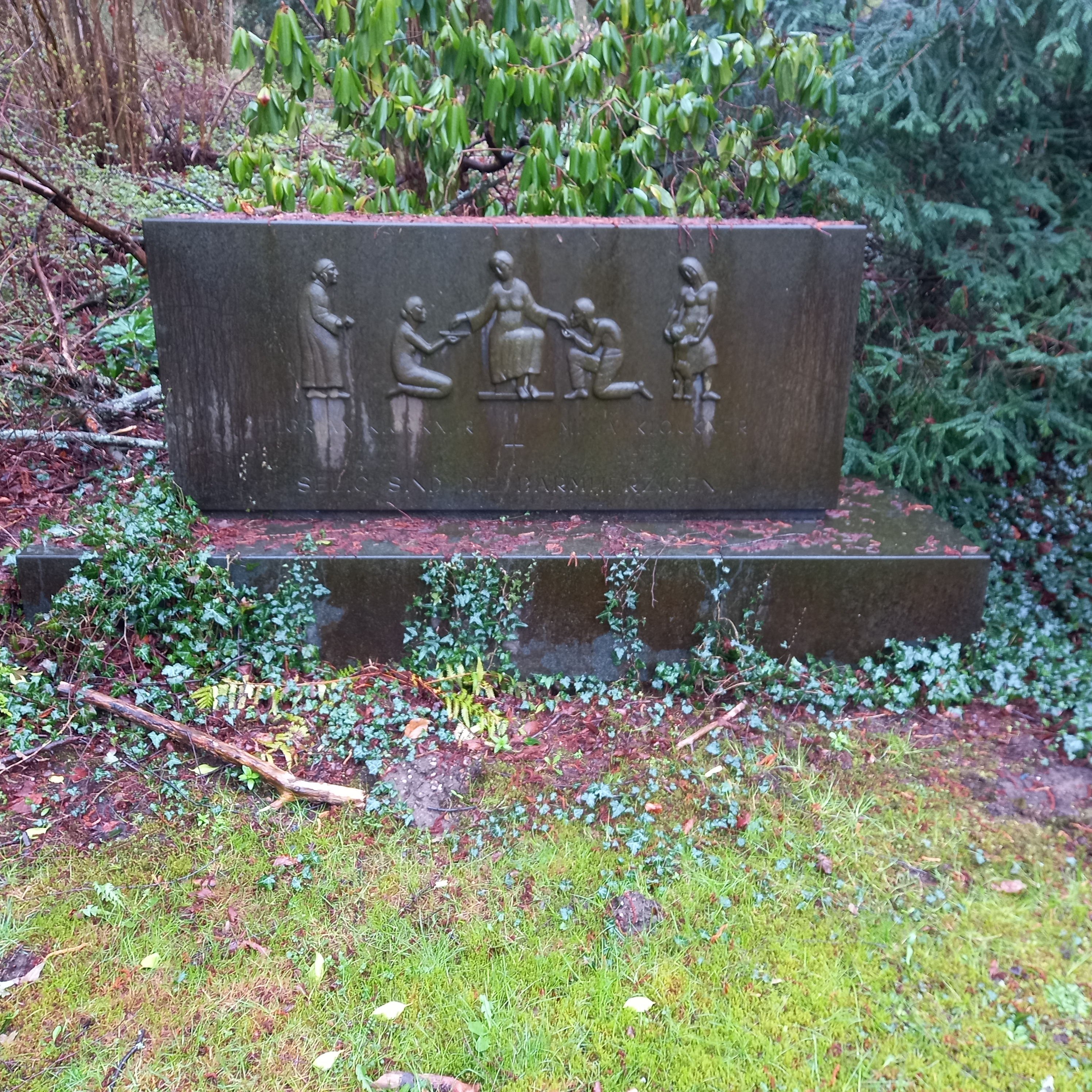
Das Grab von Florian Klöckner und seiner Ehefrau Meta geborene Gerthmann auf dem Friedhof Großholthausen in Dortmund

Nach dem Tod seines Bruders 1940 wurde er Aufsichtsratsvorsitzender der Klöckner AG und der Klöckner-Humboldt-Deutz AG.

### Tod
Florian Klöckner unterstützte mehrere katholische Organisationen und Zeitungen. 1946 richtete er für die katholische Kirchengemeinde in Kirchhörde, die noch keine eigene Kirche besaß, in seiner Villa Haus Waldhügel (auf dem Dimberg in Kirchhörde) eine Kapelle ein. Er wurde 1947 in Dortmund bestattet.

## Ehrungen
- Verleihung der Ehrendoktorwürde (als Dr. rer. pol. h. c.) durch die Westfälische Wilhelms-Universität Münster
- Ernennung zum päpstlichen Geheimkämmerer
- Ehrenbürger Philosophisch-Theologische Akademie Paderborn
- Ehrenmitglied der katholischen Studentenverbindungen VKDSt Saxonia Münster und VKDSt Rhenania Marburg im CV und Burgundia Berlin (jetzt KStV Askania-Burgundia Berlin) im KV.